# Basan (uccello leggendario)

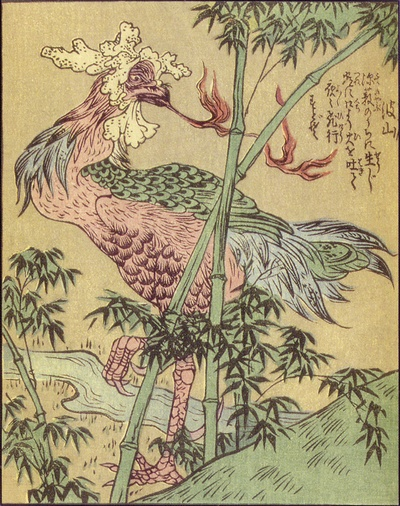
Il basan come raffigurato nell'Ehon hyaku monogatari di Takehara Shunsen

Il Basan (波山?) è un uccello presente nella mitologia giapponese originario di Iyo (oggi prefettura di Ehime). È chiamato anche Basabasa (婆娑婆娑?) o Inuhōō (犬鳳凰?). È illustrato nell'Ehon hyaku monogatari, una raccolta di storie yōkai del periodo Edo di Takehara Shunsen, e nel Gazu hyakki yagyō di Toriyama Sekien.

## Descrizione
Il basan ha un aspetto simile a quello di un pollo delle dimensioni di un tacchino. È riconoscibile dalla cresta rosso vivo e dal piumaggio dai colori brillanti che sembrano lingue di fuoco. La sua caratteristica distintiva è che sputa fiamme rosse dalla bocca. Queste fiamme, come il fuoco di volpe, non sono calde e non bruciano nulla.
Di solito vivono nei boschetti di bambù nelle profondità delle montagne e raramente fanno apparizioni in pubblico, ma la loro dieta consiste in legna carbonizzata e braci, per cui di notte si avventurano nei villaggi più remoti per mangiare sui falò rimasti o sulla carbonella, sbattendo le ali ed emettendo un inquietante fruscio. Il soprannome "Basa-Basa" deriva dal suono del battito d'ali. Quando le persone sentono il suono e guardano fuori, sono scomparsi senza lasciare traccia. Sebbene possano essere intimidatori per le persone, non causano alcun danno.
Informazioni sul basan sono fornite in due raccolte di descrizioni e illustrazioni di fantasmi, mostri e spiriti scritte nel periodo Edo.
Questo uccello fu menzionato per la prima volta nel 1776, nel libro di Toriyama Sekien intitolato Gazu hyakki yagyō (画図百鬼夜行?, La parata notturna illustrata dei cento demoni).
Venne descritto anche nel 1841, nel terzo volume del Ehon hyaku monogatari (絵本百物語?, Libro illustrato delle cento storie) illustrato da Takehara Shunsensai.
L'enciclopedia del periodo Edo Wakan sansai zue (和漢三才図会?, Enciclopedia illustrata sino-giapponese) contiene una descrizione di un "casuario mangiafuoco", che viene descritto come avente un aspetto simile a un pollo e che mangia braci di legna da ardere, e c'è una teoria secondo cui il basan è stato modellato su questo animale.

## Basannella cultura di massa
- In Pokémon di terza generazione Torchic, Combusken e Blaziken sono basati sul basan, così come Magmar.